# Клён гладкий
Клён гадкий,или непальский клён (лат. Acer laevigatum) — атипичный вид деревьев рода Клён (Acer) семейства Сапиндовые (Sapindaceae).

## Ареал и условия произрастания
Естественно произрастает в южном Китае (Гуйчжоу, Гонконг, Хубэй, Шаньси, Сычуань, Тибет, Юньнань), северной Индии (Аруначал-Прадеш, Сикким), северной Бирме, Непале и северном Вьетнаме. Растёт на высотах 1000—2000 метров над уровнем моря, в областях с влажным муссонным климатом.

## Описание
Вечнозелёное дерево, достигающее 10-15 м в высоту или более, с диаметром ствола до 50 см.
Листья гладкие кожистые, оливково-зелёные, лишены лопастей, около 6-15 см в длину и 3-5 см в ширину, с коротким 1-1.5 см черешком. Обычно остаются на дереве постоянно и могут опадать зимой при необычно сильном морозе.
Плод — парная крылатка лилового цвета 4-7 см в длину.

## Систематика
Признано две разновидности, которые невозможно полностью различить:
- Acer laevigatum var. laevigatum (syn. A. hainanense Chun & W.P.Fang). На всей территории ареала. Листья гладкие (не опушены).
- Acer laevigatum var. salweenense (W.W.Smith) J.M.Cowan ex W.P.Fang (syn. A. salweenense W.W.Smith). Юньнань. Листья опушены.

## Культивирование
Это дерево редко можно встретить в коллекциях клёнов, так как оно слишком нежное для выращивания во многих местах. На севере области его успешного культивирования достигают Ирландии в Европе и юго-западной Британской Колумбии в Северной Америке. В Корнуолле растёт одно дерево, имеющее 17 м в высоту.